# Alan G. Poindexter
Alan Goodwin « Dex » Poindexter, né le 5 novembre 1961 et mort le 1er juillet 2012, est un astronaute américain.

## Biographie
Il est le fils de John Poindexter, qui fut conseiller à la sécurité nationale du president Ronald Reagan. Il fait des études d’ingénieur à Pensacola State College.
Diplômé de l'université Georgia Institute of Technology en 1986, il rentre dans l'United States Navy et devient pilote de chasseur supersonique à partir de 1988. Alan G. Poindexter a une expérience de plus de 4000 heures et piloté 30 types d'avions différents, affecté aux escadrons :
- VF-124 dit Fighter Squadron 124 (type Vought Fighter aircraft)
- VFA-211
- VX-23 (Air Test and Evaluation Squadron 23)

En 1995 il est diplômé de la Naval Postgraduate School en Ingénierie et technologie spatiale à Monterey (Californie).
Il rentre à la NASA en juin 1998 et travail au Centre spatial Kennedy.
Il meurt le 1er juillet 2012 dans un accident de jetski.

## Vols réalisés
Il réalise son premier vol le 7 février 2008, à bord du vol STS-122.
Il réalise un deuxième le 5 avril 2010, comme commandant de la mission STS-131.

## Récompenses & honneurs
- Navy and Marine Corps Commendation Medal
- Defense Meritorious Service Medal
- Marksmanship Medal